# Ireland Tri-Nation Series 2017
Die Ireland Tri-Nation Series 2017 war ein Drei-Nationen-Turnier, das vom 12. bis zum 24. Mai 2017 in Irland im One-Day Cricket ausgetragen wurde. Bei dem zur internationalen Cricket-Saison 2017 gehörenden Turnier nahmen neben dem Gastgeber die Mannschaften aus Bangladesch und Neuseeland teil.

## Vorgeschichte
Irland spielte zuvor eine ODI-Serie in England, für die beiden anderen Mannschaft war es die erste Tour der Saison. Neuseeland und Bangladesch nutzen die Tour als Vorbereitung für die ICC Champions Trophy 2017, die im Anschluss in England stattfand.

## Format
In einer Vorrunde spielte jede Mannschaft gegen jede einmal. Für einen Sieg gab es vier, für ein Unentschieden oder No Result 2 Punkte.

## Stadien
Die folgenden Stadien wurden für das Turnier ausgewählt.
| Stadion                      | Stadt  | Kapazität | Spiele                |
| ---------------------------- | ------ | --------- | --------------------- |
| Clontarf Cricket Club Ground | Dublin | 3.200     | 3. & 6. Spiel         |
| Malahide Cricket Club Ground | Dublin | 11.500    | 1., 2., 4. & 5. Spiel |

## Kaderlisten
Neuseeland benannte seinen Kader am 6. April 2017.
| ODI | ODI | ODI |
| Irland | Bangladesch | Neuseeland |
| --- | --- | --- |
| - William Porterfield (K) - Andy Balbirnie - Peter Chase - George Dockrell - Ed Joyce - Garry McCarthy - Tim Murtagh - Kevin O’Brien - Niall O’Brien (wk) - Paul Stirling - Simi Singh - Stuart Thompson - Gary Wilson - Craig Young | - Mashrafe Mortaza (K) - Shakib Al Hasan (VK) - Mahmudullah - Mehedi Hasan Miraz - Mosaddek Hossein - Mushfiqur Rahim (wk) - Mustafizur Rahman - Nasir Hossain - Rubel Hossain - Sabbir Rahman - Soumya Sarkar - Sunzamul Islam - Tamim Iqbal - Taskin Ahmed | - Tom Latham (K) - Corey Anderson - Hamish Bennett - Neil Broom - Matt Henry - Scott Kuggeleijn - Adam Milne - Colin Munro - James Neesham - Jeeran Patel - Seth Rance - Luke Ronchi (wk) - Mitchell Santner - Ish Sodhi - Ross Taylor - George Worker |

## Spiele

### Vorrunde
Tabelle
| Teams       | Sp. | S | N | U | R | NR | Punkte | NRR    |
| ----------- | --- | - | - | - | - | -- | ------ | ------ |
| Neuseeland  | 4   | 3 | 1 | 0 | 0 | 0  | 12     | +1.240 |
| Bangladesch | 4   | 2 | 1 | 0 | 0 | 1  | 10     | +0.851 |
| Irland      | 4   | 0 | 3 | 0 | 0 | 1  | 2      | −2.589 |

Sieg: 4 Punkte; Remis: 2 Punkte
Spiele
| 12. Mai Scorecard | Dublin (Malahide) | Bangladesch 157-4 (31.1) | – | Irland |
|                   |                   | No Result                |   |        |

| 14. Mai Scorecard | Dublin (Malahide) | Neuseeland 289-7 (50)          | – | Irland 238 (45.3) |
|                   |                   | Neuseeland gewinnt mit 51 Runs |   |                   |

| 17. Mai Scorecard | Dublin (Clontarf) | Bangladesch 257-9 (50)           | – | Neuseeland 258-6 (47.3) |
|                   |                   | Neuseeland gewinnt mit 4 Wickets |   |                         |

| 19. Mai Scorecard | Dublin (Malahide) | Irland 181 (46.3)                 | – | Bangladesch 182-2 (27.1) |
|                   |                   | Bangladesch gewinnt mit 8 Wickets |   |                          |

| 21. Mai Scorecard | Dublin (Malahide) | Neuseeland 344-6 (50)           | – | Irland 154 (39.3) |
|                   |                   | Neuseeland gewinnt mit 190 Runs |   |                   |

| 24. Mai Scorecard | Dublin (Clontarf) | Neuseeland 270-8 (50)             | – | Bangladesch 271-5 (48.2) |
|                   |                   | Bangladesch gewinnt mit 5 Wickets |   |                          |